# Crag Clough
Der Crag Clough ist ein Wasserlauf in Lancashire, England. Er entsteht westlich des Weets Hill und der A682 road aus zwei unbenannten Zuflüssen. Er fließt in nördlicher Richtung und bildet bei seinem Zusammentreffen mit dem Howgill Beck den Swanside Beck.